# 帶紋矮麗魚
帶紋矮麗魚為輻鰭魚綱鱸形目隆頭魚亞目慈鯛科的其中一種，分布於南美洲巴西帕拉州的淡水流域，體長可達5公分，棲息在中底層水域，生活習性不明。

## 擴展閱讀
維基物種上的相關：帶紋矮麗魚